# Piriform
Pour l’article ayant un titre homophone, voir Piriforme.
Piriform est une société de développement basée à West End, Londres au Royaume-Uni.  Elle est spécialisée dans les logiciels gratuits pour Microsoft Windows et est connue pour CCleaner, Recuva, Defraggler et Speccy, même si d'autres produits sont en cours de développement,.
L'expression « piriform » signifie « en forme de poire » en anglais.
La société a été rachetée le 19 juillet 2017 par Avast Software,.